# Colibri delphinae
Colibri delphinae là một loài chim trong họ Chim ruồi.